# Nihon Densan

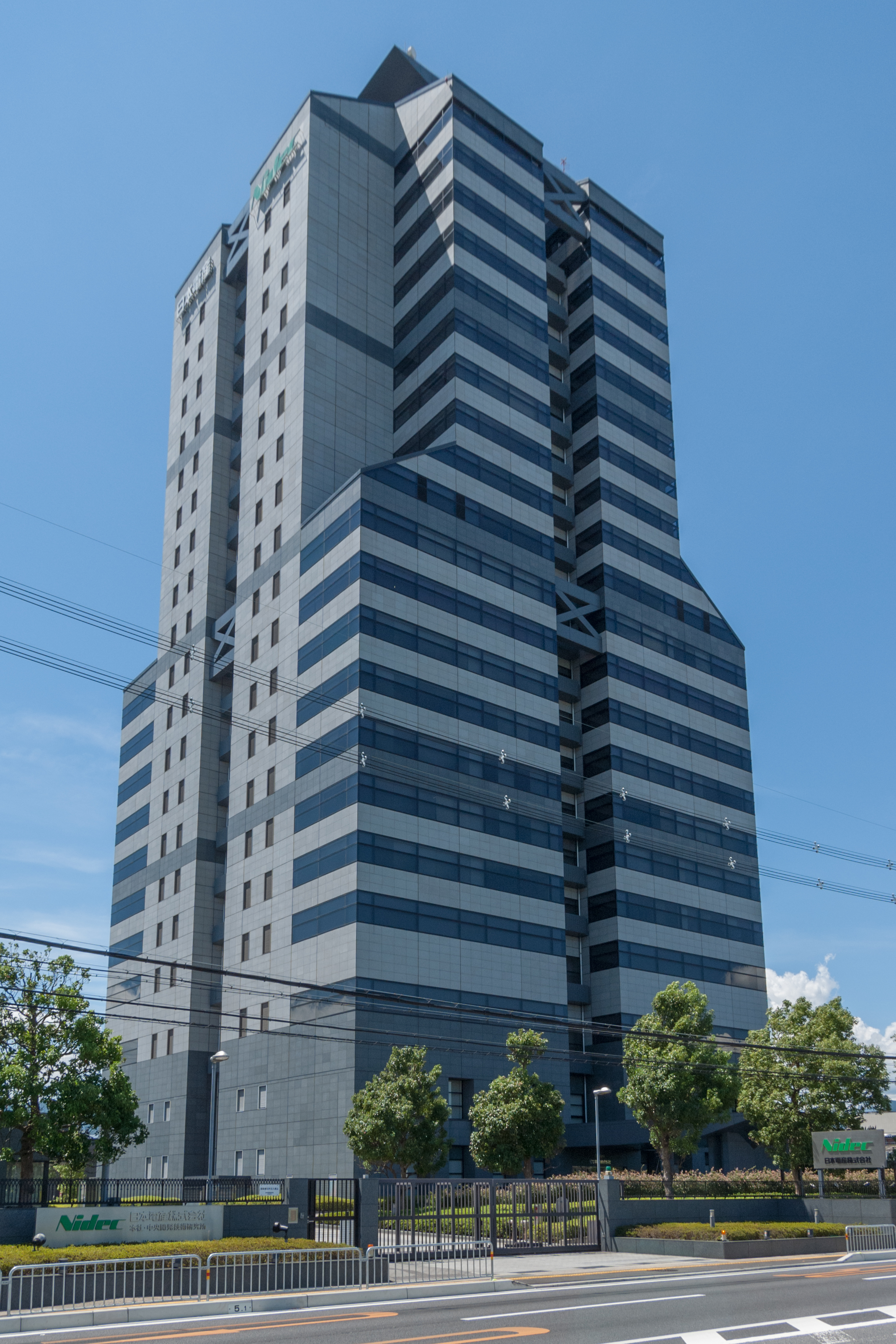
Hauptsitz

Nihon Densan K.K. (jap. 日本電産株式会社, Nihon Densan kabushiki-gaisha, engl. Nidec Corporation) ist ein japanischer Hersteller von Elektromotoren mit Hauptsitz in Kyōto. Zu den weiteren Produkten gehören elektronische und optische Komponenten, Industrieroboter, Messgeräte, Bearbeitungsmaschinen und Wasserpumpen. Seine Produkte finden sich in Elektrogeräten und Autos. Im Geschäftsjahr 2015 betrug der Nettoumsatz knapp 1,2 Billionen Yen, 2016 beschäftigte Nidec konzernweit über 96.000 Mitarbeiter.
1973 wurde das Unternehmen von Shigenobu Nagamori gegründet. Seit 1974 ist es in den USA, seit 1975 in Europa (zunächst im Vereinigten Königreich), seit 1992 auch in Deutschland (zunächst in Frankfurt am Main) und seit 2017 auch in Österreich in Fürstenfeld vertreten.
Am 1. August 2017 übernahm Nidec von Aurelius die gesamte Secop-Gruppe für 185 Millionen Euro.
Am 4. Juni 2019 gab Nidec bekannt, dass die Secop-Gruppe aufgrund von Wettbewerbsauflagen an ESSVP IV – beraten durch die Orlando Management AG – verkauft wird, um von Whirlpool deren brasilianische Tochter Embraco übernehmen zu dürfen. Als Secop 2019 beabsichtigte seinen Standort Fürstenfeld zu schließen, wurde dieser 2020 von Nidec übernommen.
Das Unternehmen hat 46 Firmen in Asien, Europa und Amerika übernommen oder ist mit ihnen verbunden (Stand April 2016). Zu den bekannten Tochterunternehmen gehören seit 1998 Nihon Densan Copal (engl. Nidec Copal) und seit 2003 Nihon Densan Sankyō (engl. Nidec Sankyo). In Deutschland ist Nidec mit den Unternehmen Nidec ASI GmbH in Essen, Nidec Copal GmbH, Nidec Motors & Actuators (Germany) GmbH in Bietigheim-Bissingen, Nidec Copal Electronics GmbH in Eschborn, Nidec Sankyo Europe GmbH in Meerbusch, Nidec Instruments Europe GmbH in Bietigheim-Bissingen und Minster Machine GmbH in Halblech präsent. 2015 wurde darüber hinaus die Geräte- und Pumpenbau GmbH Dr. Eugen Schmidt in Merbelsrod erworben und in NIDEC GPM umbenannt. 2017 wurde die SSB Wind Systems GmbH aus Salzbergen in den Konzern aufgenommen.